# Municipios de Satakunta

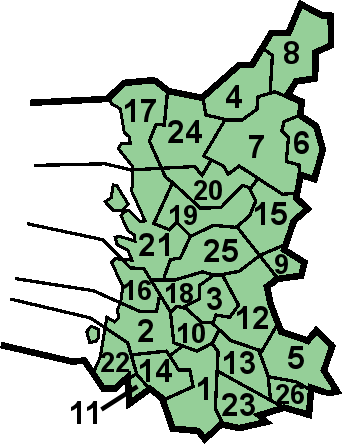
Satakunta kunnat

Los 19 municipios de la Región de Satakunta en Finlandia están divididos en tres subregiones.

## Subregión de Rauma
- Eura
- Eurajoki (Euraåminne)
- Rauma (Raumo)
- Säkylä

## Subregión de Pori
- Harjavalta
- Huittinen (Vittis)
- Kokemäki (Kumo)
- Luvia
- Merikarvia (Sastmola)
- Nakkila
- Pomarkku (Påmark)
- Pori (Björneborg)
- Ulvila (Ulvsby)

## Subregión de Satakunta Norte
- Honkajoki
- Jämijärvi
- Kankaanpää
- Karvia
- Siikainen (Siikais)